# Subdivisions de la Birmanie
Depuis 2008, la Birmanie (république de l'Union du Myanmar) compte 21 subdivisions administratives. 7 régions (တိုင်းဒေသကြီး taing detha gyi) correspondent à la Birmanie historique, majoritairement peuplée de birmans. Dans les 7 États (ပြည်နယ် pyi ne), périphériques et bénéficiant théoriquement d'une plus large autonomie, les autres ethnies sont majoritaires. La nouvelle capitale Naypyidaw constitue un territoire de l'Union et il existe aussi 5 petites zones et 1 division auto-administrées.
Le nom des régions correspond à leur capitale, sauf pour la région d'Ayeyarwady (delta de l'Irrawaddy) et la région de Tanintharyi (Tenasserim). Le nom des États correspond à celui de leur ethnie dominante.
La région d'Ayeyarwady est la plus peuplée, et la région de Yangon la plus dense, du fait de la présence de l'avant-dernière capitale, Rangoon. L'État de Kayah, petit et montagneux, est le moins peuplé.
L'État Shan est le plus grand par la surface, et celui de Yangon le plus petit.

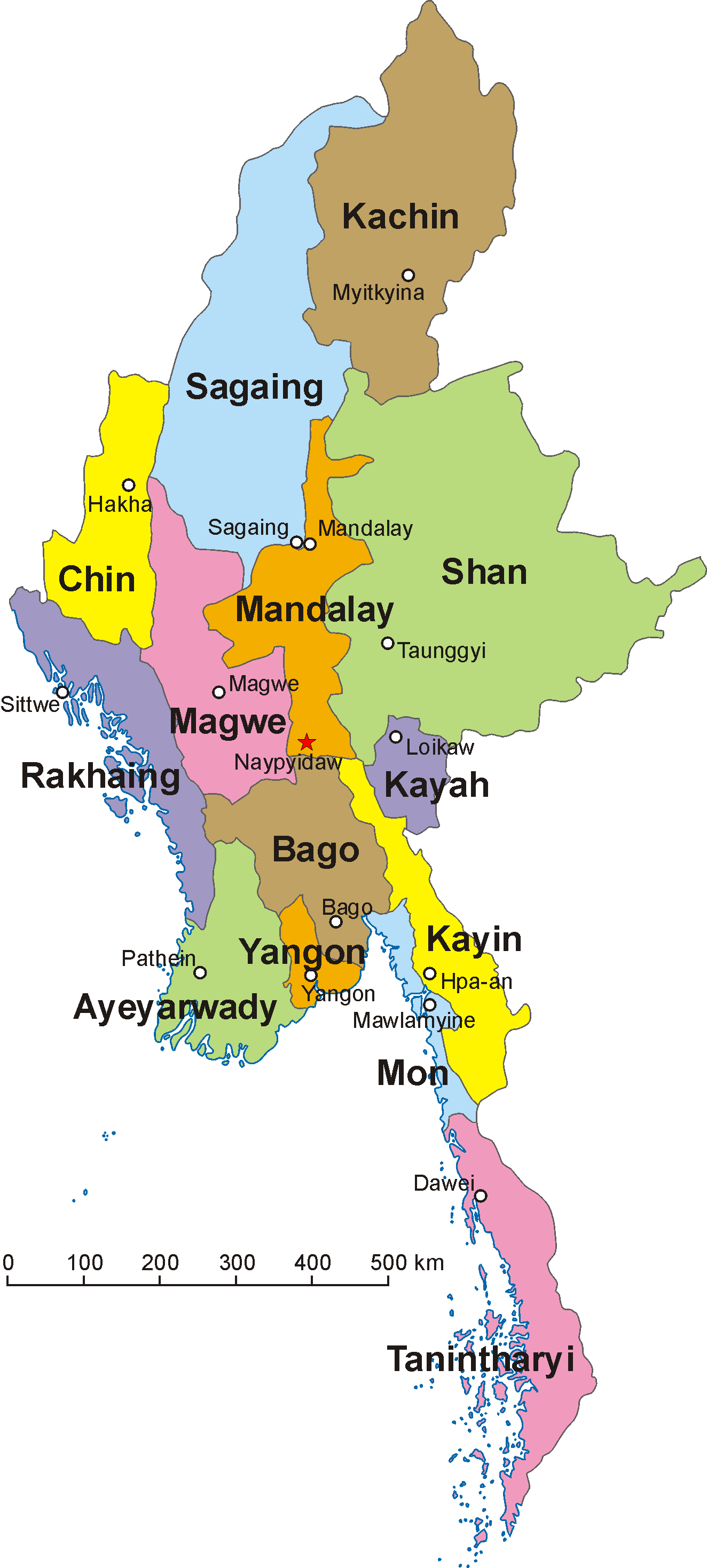
Les 14 subdivisions et leurs capitales

Ces 14 subdivisions sont divisées en districts, eux-mêmes divisés en municipalités constituées de villes, arrondissements et villages.
Cette organisation est héritée de celle de la colonisation britannique mise en place en 1900, mais elle a connu plusieurs modifications depuis.

## Divisions administratives
Régions
- Région d'Ayeyarwady - capitale : Pathein
- Région de Bago - capitale : Pégou (Bago)
- Région de Magway - capitale : Magwe
- Région de Mandalay - capitale : Mandalay
- Région de Sagaing - capitale : Sagaing
- Région de Tanintharyi - capitale : Tavoy (Dawei)
- Région de Yangon - capitale : Rangoon (Yangon)

États
- État Chin - capitale : Hakha
- État Kachin - capitale : Myitkyina
- État de Kayah - capitale : Loikaw
- État de Kayin - capitale : Pa-An
- État Môn - capitale : Moulmein (Mawlamyaing)
- État de Rakhine - capitale : Sittwe
- État Shan - capitale : Taunggyi

Statut particulier
- Territoire de l'Union de Naypyidaw (au sein de la Région de Mandalay) - capitale : Naypyidaw

Zones auto-administrées

### Détail des subdivisions au 31 décembre 2001
| No. | État/Région           | District | Municipalité | Cité/Ville | Arrondissements | Groupe de Villages | Village |
| --- | --------------------- | -------- | ------------ | ---------- | --------------- | ------------------ | ------- |
| 1   | État Kachin           | 3        | 18           | 20         | 116             | 606                | 2630    |
| 2   | État de Kayah         | 2        | 7            | 7          | 29              | 79                 | 624     |
| 3   | État de Kayin         | 3        | 7            | 10         | 46              | 376                | 2092    |
| 4   | État Chin             | 2        | 9            | 9          | 29              | 475                | 1355    |
| 5   | Région de Sagaing     | 8        | 37           | 37         | 171             | 1769               | 6095    |
| 6   | Région de Tanintharyi | 3        | 10           | 10         | 63              | 265                | 1255    |
| 7   | Région de Bago        | 4        | 28           | 33         | 246             | 1424               | 6498    |
| 8   | Région de Magway      | 5        | 25           | 26         | 160             | 1543               | 4774    |
| 9   | Région de Mandalay    | 7        | 31           | 29         | 259             | 1611               | 5472    |
| 10  | État Môn              | 2        | 10           | 11         | 69              | 381                | 1199    |
| 11  | État de Rakhine       | 4        | 17           | 17         | 120             | 1041               | 3871    |
| 12  | Région de Yangon      | 4        | 45           | 20         | 685             | 634                | 2119    |
| 13  | État Shan             | 11       | 54           | 54         | 336             | 1626               | 15513   |
| 14  | Région d'Ayeyarwady   | 5        | 26           | 29         | 219             | 1912               | 11651   |
|     | Total                 | 63       | 324          | 312        | 2548            | 13742              | 65148   |

## Histoire

### Colonisation britannique
Province de l'Inde Britannique, la Birmanie fut divisée en 1900 en deux grandes subdivisions : la Basse-Birmanie, dont la capitale était Rangoon, et la Haute-Birmanie, dont la capitale était Mandalay. La Basse-Birmanie comportait 4 divisions (Arakan, Irrawaddy, Pégou et Tenasserim). La Haute-Birmanie comportait 6 divisions (Meiktila, Minbu, Sagaing, fédération des États Shan du Nord et fédération des États Shan du Sud).
Le 10 octobre 1922, une partie des états Karennis (soit Bawlake, Kantarawaddy et Kyebogyi) furent rattachés à la fédération des États Shan. En 1940, le nom de la division de Minbu fut changé en division de Magway et la division de Meiktila fut rattachée au district de Mandalay.

### Depuis l'indépendance
1948
- À l'indépendance, le 4 janvier 1948, les collines Chin furent séparées de la division d'Arakan pour former la division de Chin (futur État Chin).

- L'État Kachin fut créé en séparant les districts de Myitkyina et de Bhamo de la division de Mandalay.

- Un État Karen (État de Kayin) fut aussi créé en séparant la partie orientale des districts d'Amherst, Thaton et Taungû (qui appartenaient alors à la division du Tenasserim).

- Enfin l'État Karenni fut reséparé de la fédération des États Shan, qui fut fusionnée avec les principautés Wa pour former l'État Shan.

1952-1972
- En 1952, l'État Karenni fut renommé État de Kayah.

- En 1964, l'État Karen fut renommé État de Kawthule. La division de Yangon fut séparée de la division de Bago, dont la capitale fut installée à Pégou.

- En 1972, les districts d'Hanthawaddy et de Hmawbi, de la division de Bago, passèrent à leur tour sous la juridiction de la division de Yangon.

1974
- En 1974, avec la constitution du général Ne Win, la division de Chin devint l'État Chin et sa capitale fut transférée de Falam à Hakha. La division de Rakhine devint aussi l'État de Rakhine.

- L'État de Kawthule fut renommé État Karen.

- L'État Môn, avec pour capitale Moulmein, fut séparé de la division de Tanintharyi, dont la capitale fut transférée à Tavoy.

1989
- Après le coup d'État du SLORC, le nom de la plupart des divisions de la Birmanie (renommée Myanmar) fut modifié pour refléter la prononciation en birman.

2008
- La nouvelle constitution renomme les divisions en régions (birman တိုင်းဒေသကြီး[2]) et crée 7 nouvelles petites subdivisions : Naypyidaw, devenu un territoire de l'Union, cinq zones autoadministrées (ကိုယ်ပိုင်အုပ်ချုပ်ခွင့်ရဒေသ[2]) et une Division autoadministrée (ကိုယ်ပိုင်အုပ်ချုပ်ခွင့်ရတိုင်း[2]).

Ce renommage et le nom des nouvelles subdivisions ont été annoncés par les médias d'état birmans le 20 août 2010.

## Référence
1. ↑  Book named List of Districts, Townships, Cities/Towns, Wards, Village Groups and Villages in Union of Myanmar published by Ministry of Home Affairs, Government of Union of Myanmar in December 31 2001
2. 1 2 3  (my) ပြည်ထောင်စုသမ္မတမြန်မာနိုင်ငံတော် ဖွဲ့စည်းပုံအခြေခံဥပဒေ (၂၀၀၈ ခုနှစ်) [0]=1|2008 Constitution PDF
3. ↑  (my) « တိုင်းခုနစ်တိုင်းကို တိုင်းဒေသကြီးများအဖြစ် လည်းကောင်း၊ ကိုယ်ပိုင်အုပ်ချုပ်ခွင့်ရ တိုင်းနှင့် ကိုယ်ပိုင်အုပ်ချုပ်ခွင့်ရ ဒေသများ ရုံးစိုက်ရာ မြို့များကို လည်းကောင်း ပြည်ထောင်စုနယ်မြေတွင် ခရိုင်နှင့်မြို့နယ်များကို လည်းကောင်း သတ်မှတ်ကြေညာ », Weekly Eleven News,‎ 20 août 2010 (lire en ligne, consulté le 20 janvier 2011)

- (en) Cet article est partiellement ou en totalité issu de l’article de Wikipédia en anglais intitulé « Administrative divisions of Burma » (voir la liste des auteurs).